# تومي كوه
تومي كوه (بالصينية: 許通美,؛ بالإنجليزية: Tommy Koh) هو دبلوماسي ومحامي سنغافوري، ولد في 12 نوفمبر 1937 في مالايا البريطانية.